# Trescalan
Trescalan (du Breton : trève ou quartier de l'escarpement) est un quartier et un lieu-dit de la commune de La Turballe, dans le département de la Loire-Atlantique, en Pays de la Loire.

## Présentation
Trescalan est le quartier historique de La Turballe. Il dépend à l'origine de Guérande jusqu'en 1865, date de création de la commune de La Turballe dont il devient alors un des quartiers, avec ceux de Brandu, Fourbihan, Kerigeole, Lauvergnac, Le Requer, Trévaly et le village de Coispéan
Il se situe au nord-est du bourg et du port de La Turballe, au sommet du coteau de Guérande. Avec une altitude culminant à environ 45 mètres, Trescalan est un des points élevés de la presqu'île  guérandaise.

### Historique
Moyen Age
Au Moyen Âge, Trescalan est une des six frairies de la paroisse de Guérande, avec celles de Quéniquen, Saillé, Careil, Clis et Congor. En Bretagne, la frairie est un regroupement d'habitants d'un village cimenté par un esprit communautaire. Pour faciliter la vie religieuse lorsque l'église paroissiale est éloignée, une chapelle est parfois érigée au centre de la frairie, comme la chapelle Sainte-Catherine-d'Alexandrie de Clis ou de l'église Saint-Clair de Saillé édifiées au Moyen Age. Trescalan se dote de sa première église plus tardivement, au début du XVIIIe siècle. Des gisements de granite (leucogranite) sont exploités à Trescalan afin de répondre aux besoins des chantiers de construction comme celui des remparts de Guérande.
XVIe siècle
En 1505, la duchesse Anne de Bretagne devenue reine de France, qui affectionne le pays de Guérande, offre trois couronnes de mariage au semblable dessin de fleur de lys. La collégiale Saint-Aubin de Guérande est ainsi dotée d'une couronne d'or, la frairie de Saillé d'une couronne d'argent et celle de Trescalan d'une couronne de bronze doré. Les deux premières couronnes disparaissent pendant la Révolution française, celle de Trescalan existe encore. Ces couronnes coifferont les mariées du Pays Blanc pendant des siècles. À Trescalan, la tradition perdure jusque vers 1830. La couronne, aujourd'hui propriété de la commune de La Turballe, est restaurée au cours du XIXe siècle. Elle est classée monuments historiques le 28 mars 1979 au titre d'objet,.

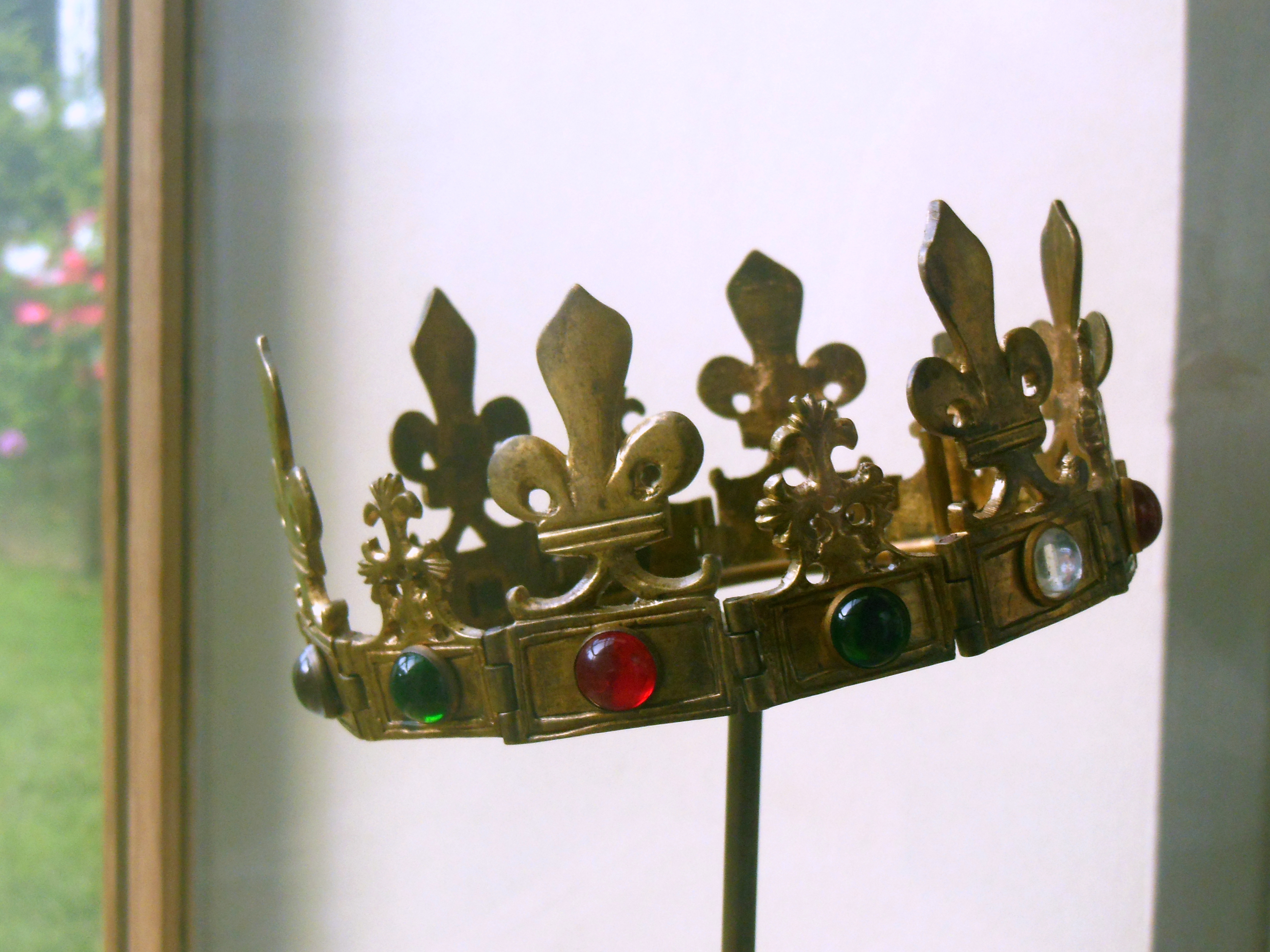
Couronne en bronze doré à fleurs de lys incrustée de cabochons offerte en 1505 par la duchesse Anne de Bretagne à la frairie de Trescalan
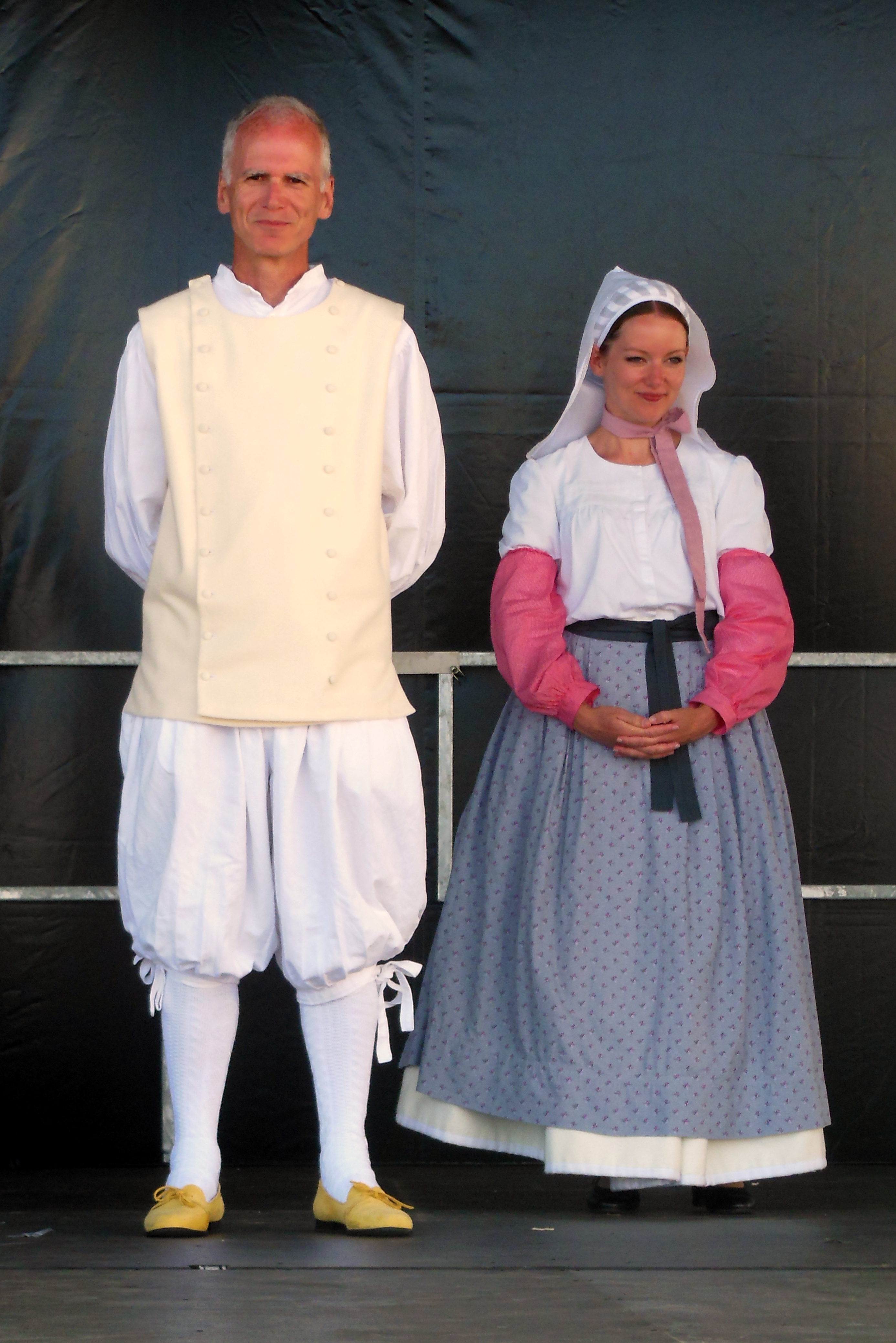
Costume traditionnel de Trescalan, porté par des membres de la troupe Strollad An Tour-Iliz
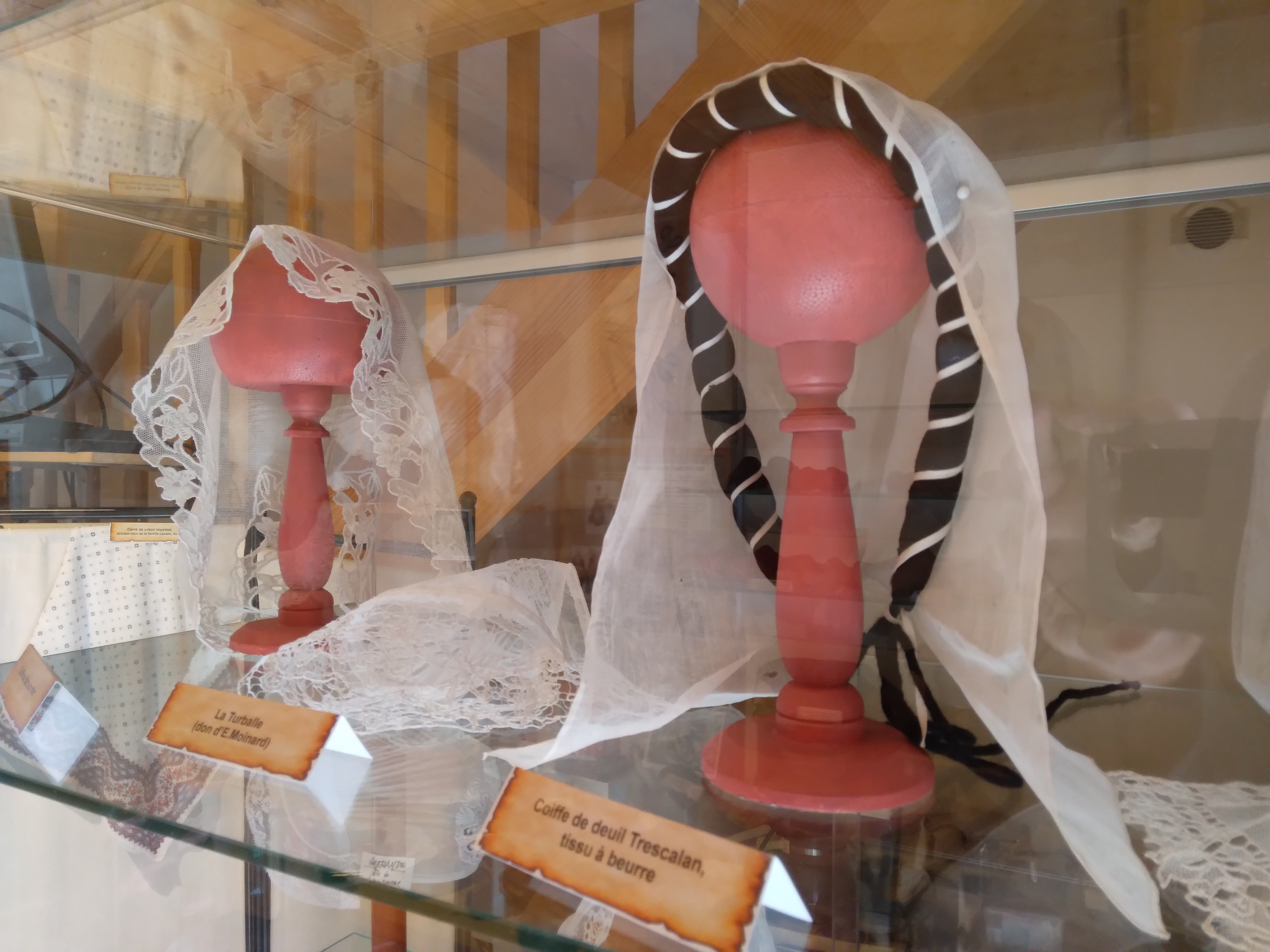
Coiffe de deuil de Trescalan, exposée au musée du moulin de Kerbroué

XVIIe siècle
Jusqu'à la fin du XVIIe siècle, les habitants des hameaux de la frange littorale se rendaient à pied aux offices religieux à la  collégiale Saint-Aubin de Guérande, éloignée de deux lieues, par de mauvais chemins, mal entretenus. Des cas de décès de nourrissons sur le chemin qui les conduisait à leur baptême ont été relatés. En 1703, à la demande des habitants, la chapelle Notre-Dame-de-la-Nativité est édifiée au sommet du coteau de Trescalan. Devenue trop vétuste, elle est remplacée sur décision de 1852 par l'église actuelle.

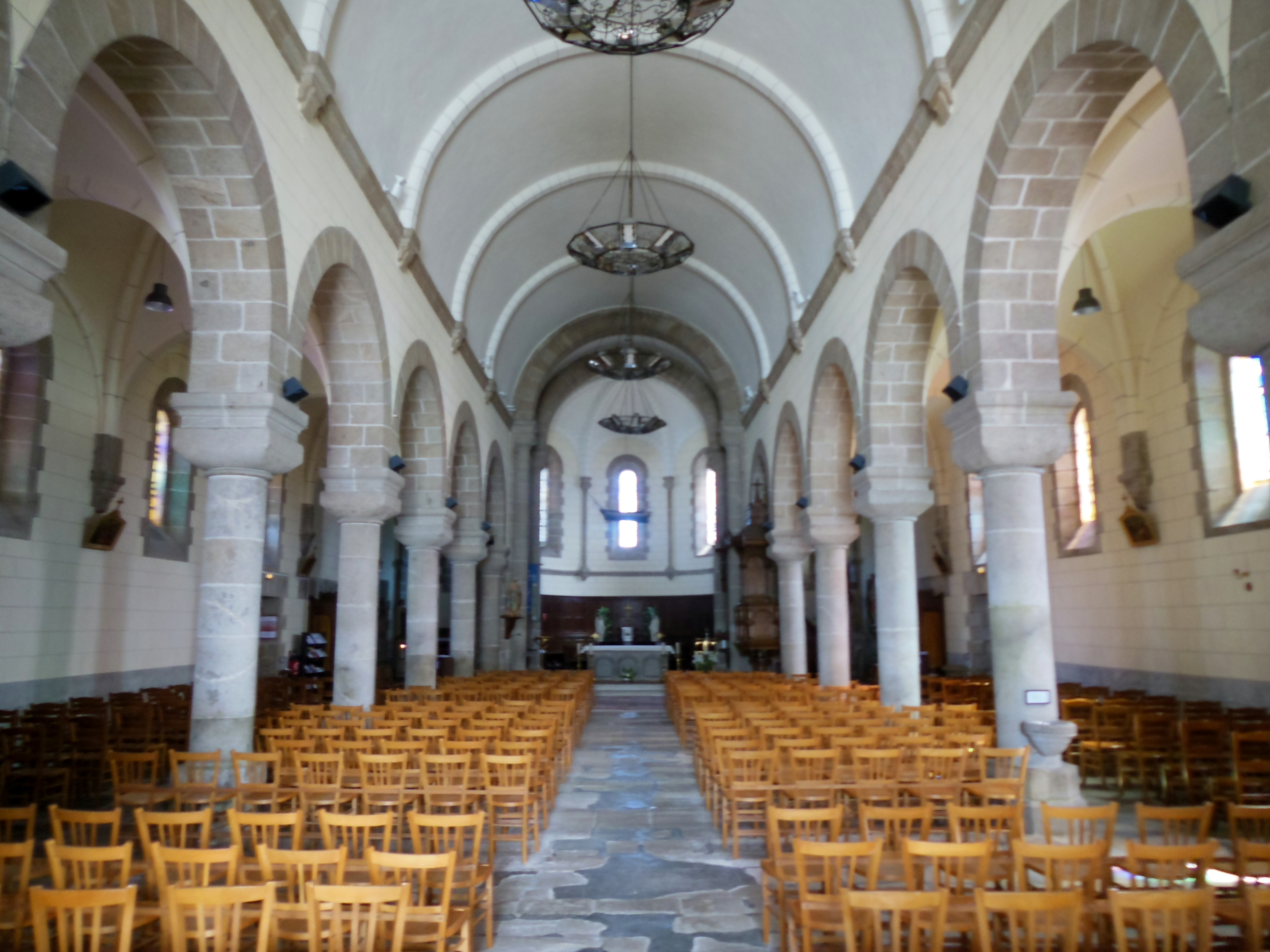
Nef de l'église de Trescalan
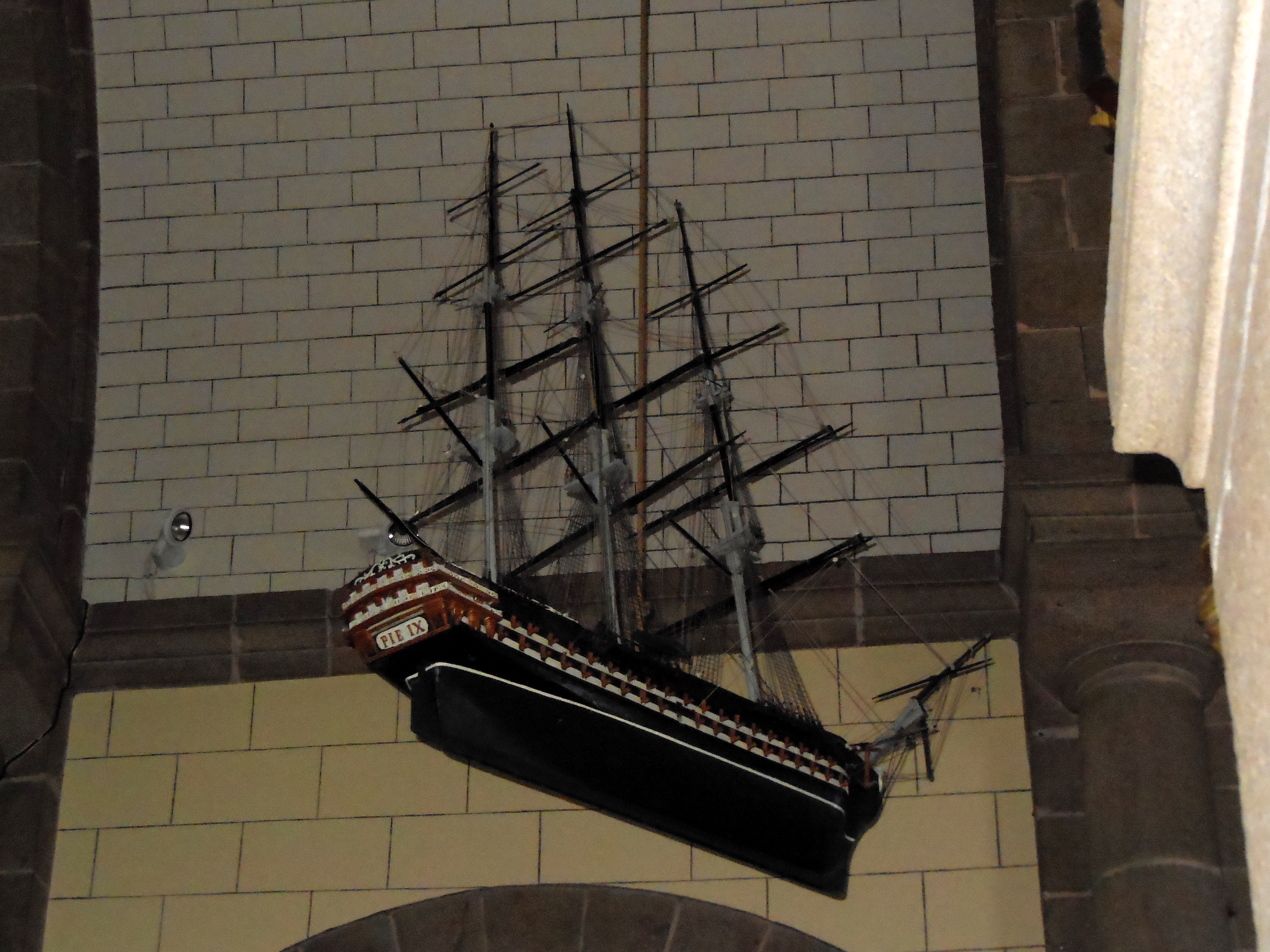
Ex-voto en forme de maquette de bateau dédié à Pie IX, pape au moment de la construction de l'église
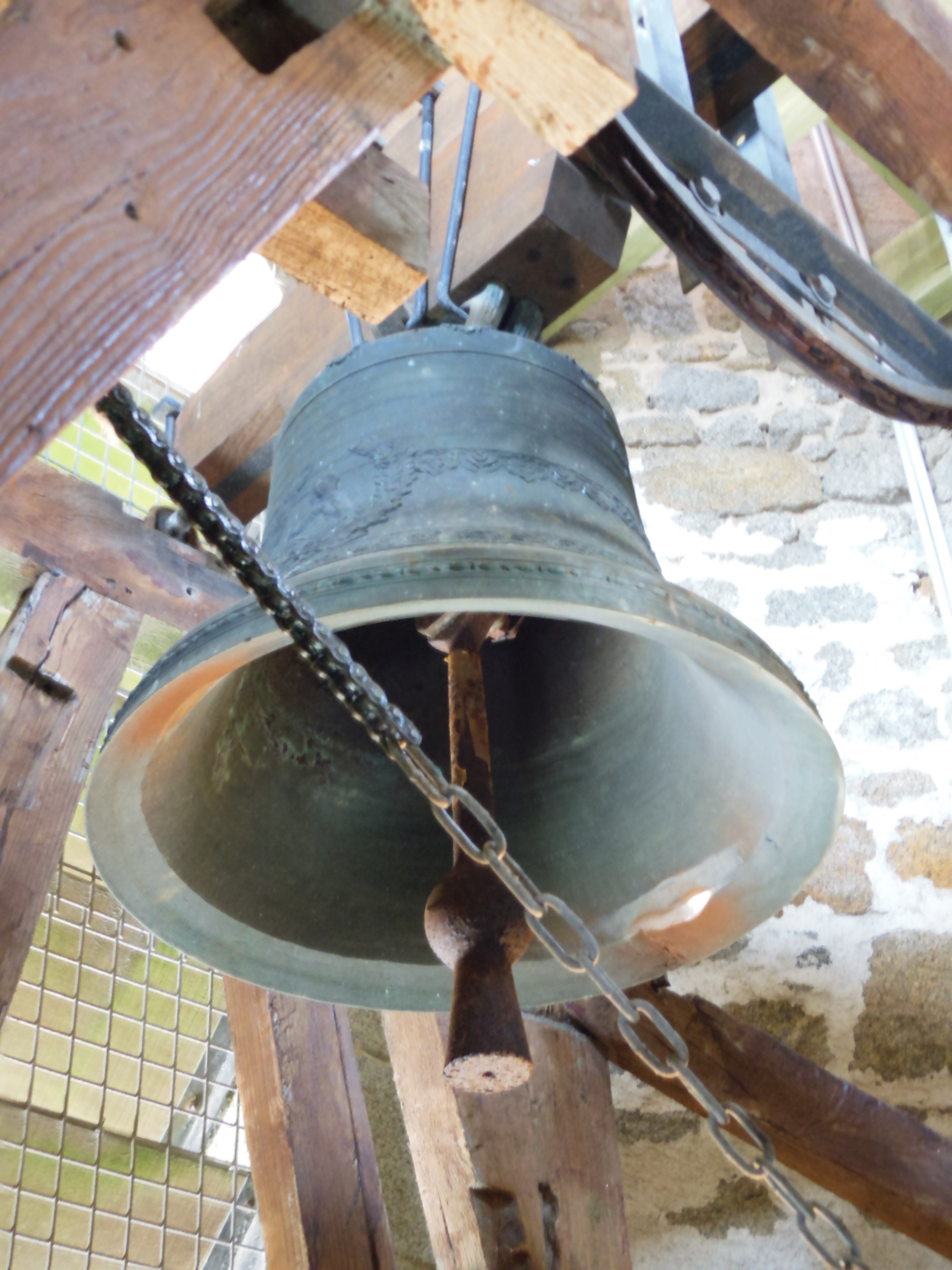
Une des quatre cloches des fonderies Astier (Nantes)
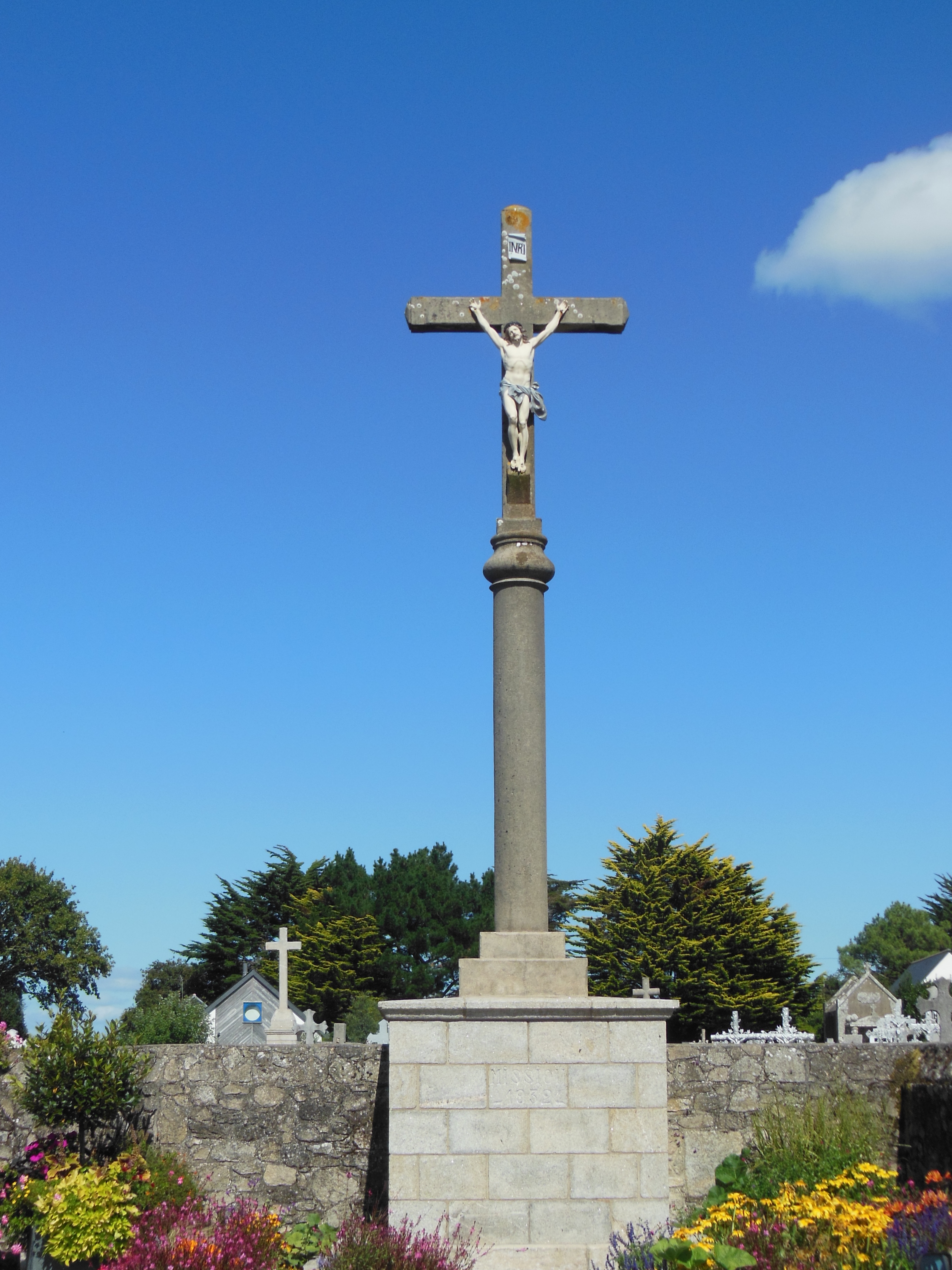
Croix extérieure du cimetière de Trescalan

XVIIIe siècle
En 1749 est érigé le moulin de Kerbroué, qui prend un temps le nom de moulin neuf de Trescalan, par opposition à un moulin plus ancien. Le meunier de ce moulin ancien entre en conflit avec l'évêché au moment de la reconstruction de l'église de Trescalan entre 1858 et 1871. En effet, le nouveau lieu de culte diminue la force du vent et ralentit le rendement de son outil de production. Il perd son procès contre l'autorité religieuse. Le moulin tombe en ruine avant d'être rasé pendant l'occupation allemande pour construire un blockhaus (dont les vestiges sont encore visibles) à cet endroit.
XIXe siècle
Le 20 octobre 1847, Louis-Philippe prend une ordonnance à Saint-Cloud créant la nouvelle paroisse de Trescalan.
Jusqu'au milieu du XIXe siècle, Trescalan est le hameau le plus important de la frange littorale de Guérande, avant d'être supplanté par le quartier portuaire de La Turballe, porté par l'essor économique et démographique lié à l'implantation de conserveries de sardines. Un décret signé le 17 mai 1865 par l'impératrice Eugénie et le ministre Eugène Rouher élève La Turballe au rang de commune par partition du territoire de Guérande. Trescalan en constitue alors un simple quartier.
XXe siècle
Au début de la Seconde Guerre mondiale en 1939, l'armée d'occupation allemande évacue tout le bourg de Trescalan et utilise la plateforme de l'église comme poste d'observation. Les instituteurs doivent accueillir leurs élèves dans de nouveaux lieux et le café de la Marine notamment sert de salle de classe pendant la durée de l'Occupation.

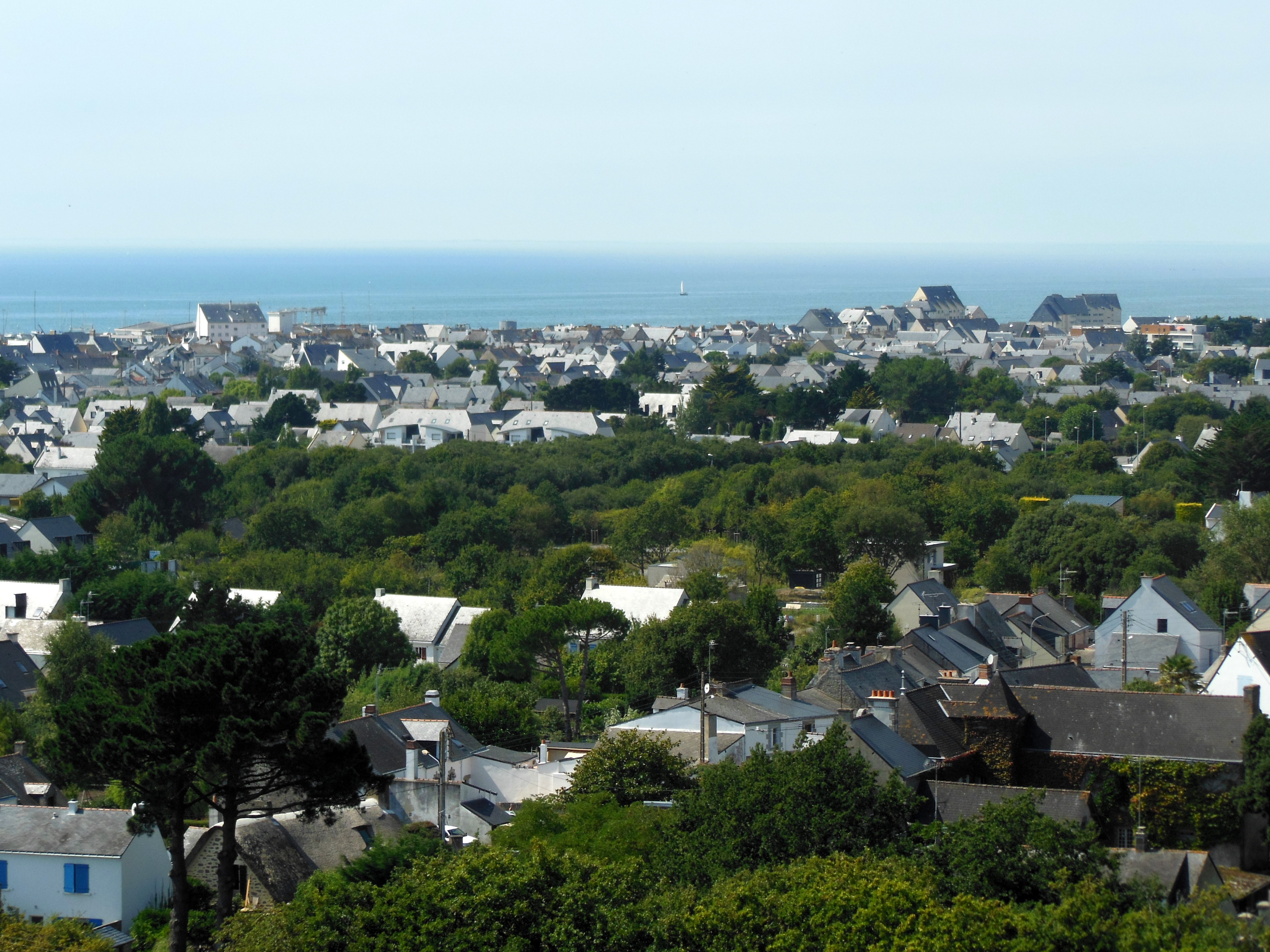
Vue sur le littoral depuis Trescalan
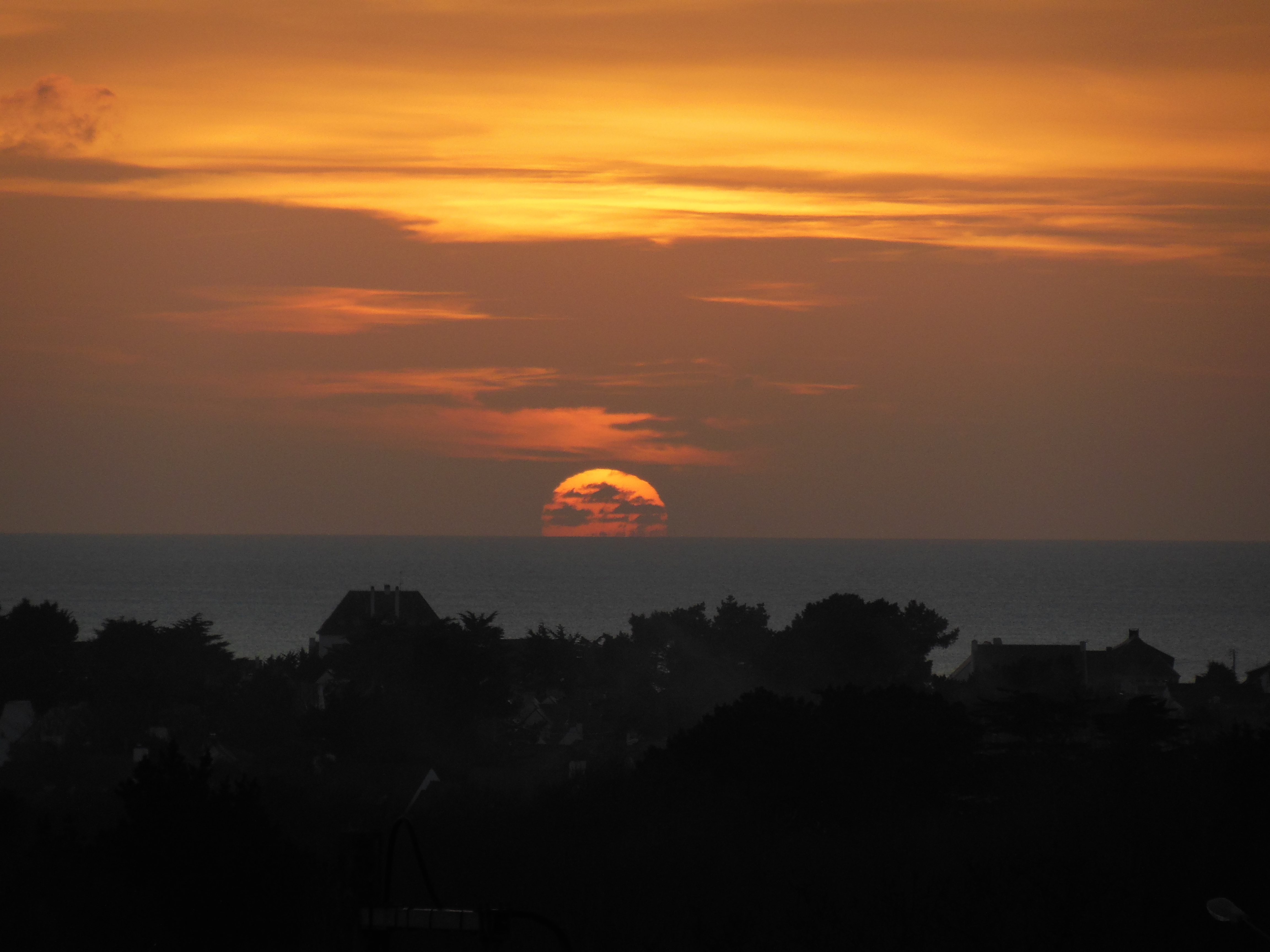
Coucher de soleil sur l'océan vu depuis Trescalan
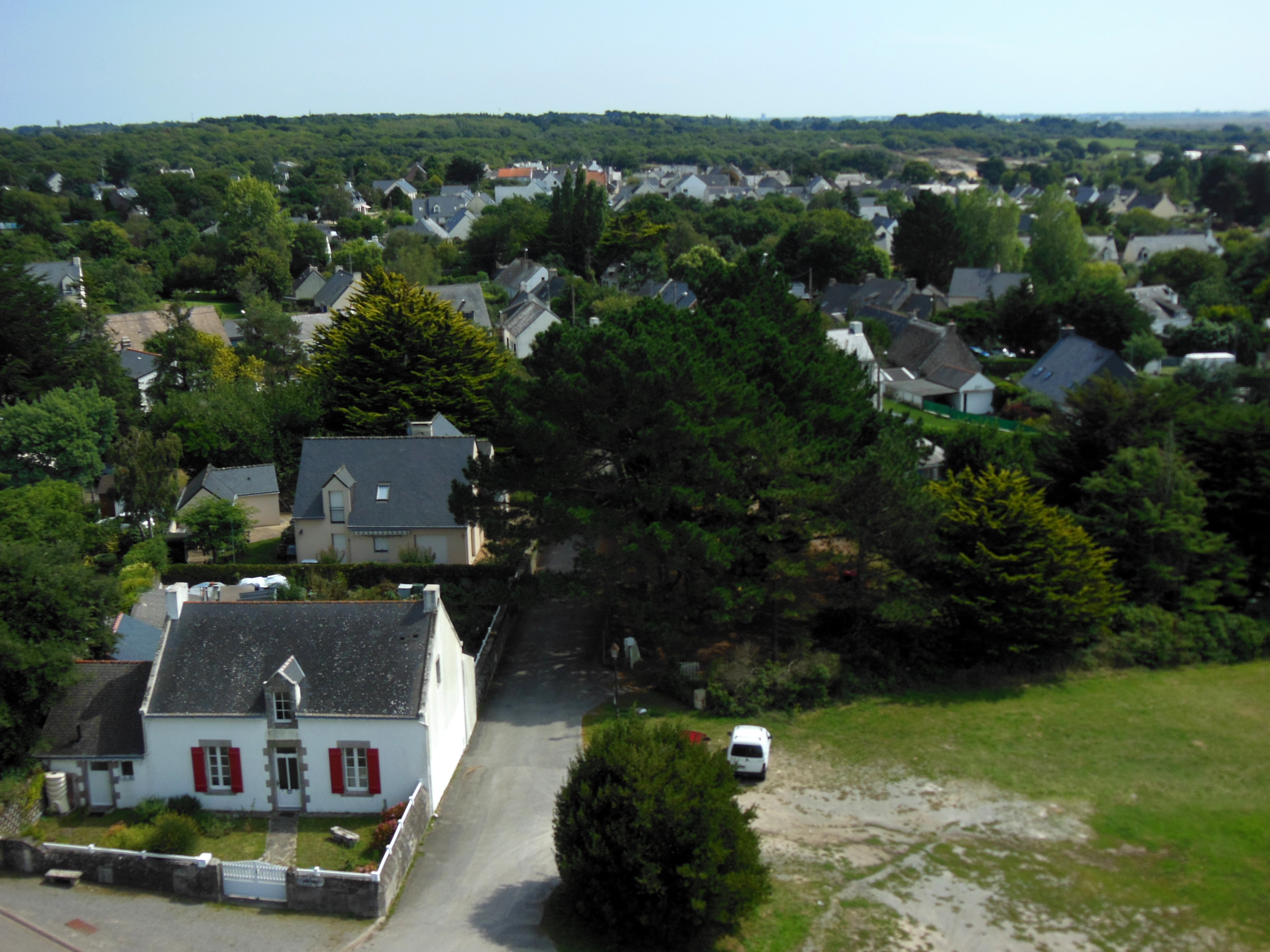
Vue sur Trescalan

En 1957 est créé le Comité des fêtes de Trescalan. Il édifie entre 1958 et 1959 la salle des fêtes de Kerhuel, inaugurée en 1960. En 1966, le camping de la Frégate commence son exploitation. Il est créé par Louis et Marie Guernic, couple de commerçants gèrant dès 1951 l'épicerie de quartier, qui prend tour à tour le nom d'UNA, Codec et Utile. L'épicerie ferme en 2018. Le camping accueille une centaine de touristes en saison, jusqu'à sa fermeture en 1990.
Le cinéma Atlantic, géré par une association, est inauguré en 2000 dans le quartier de Trescalan. Il occupe l'ancienne salle paroissiale Notre-Dame-des-Flots.

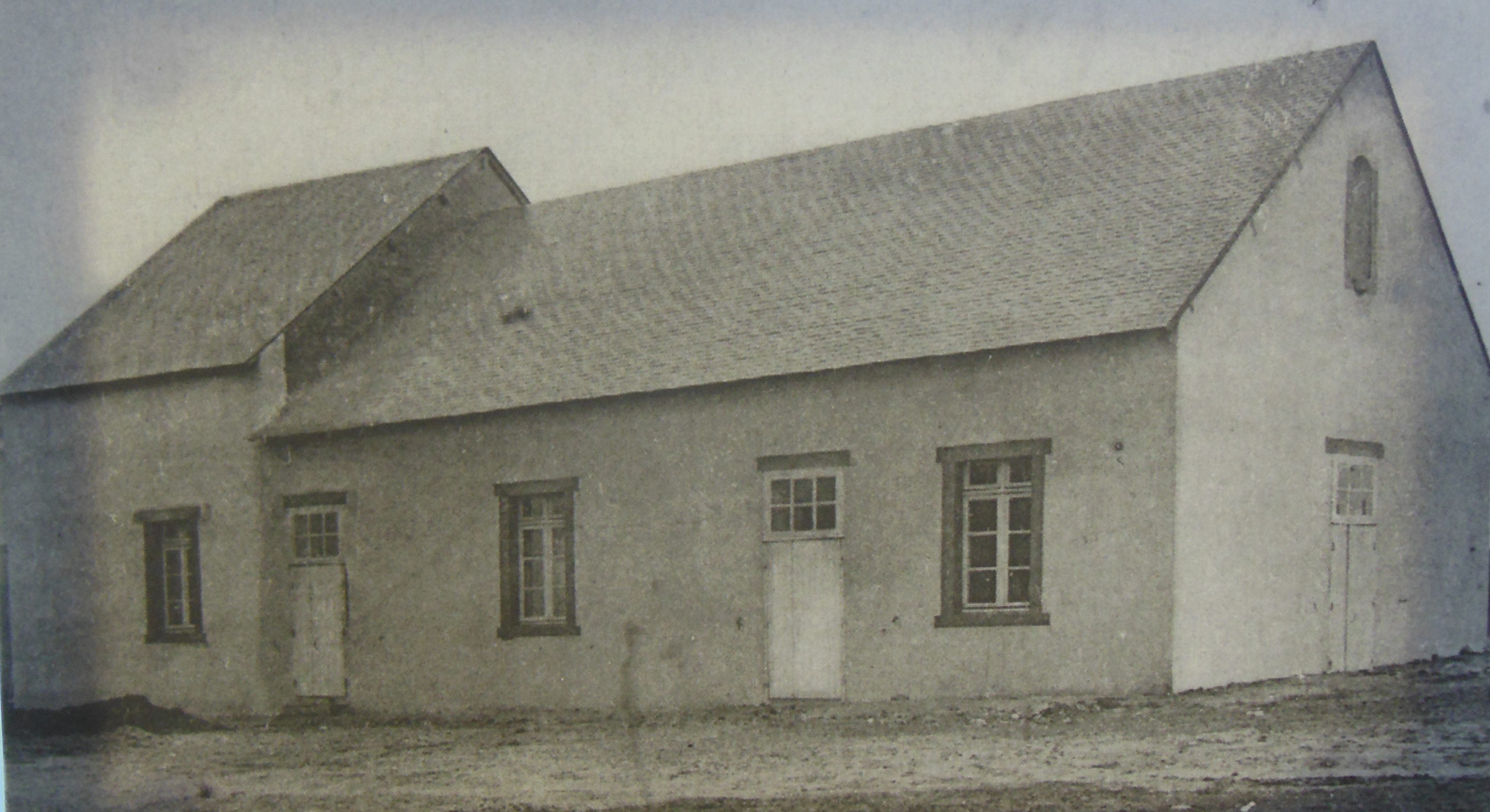
Salle Notre-Dame-des-Flots (1927). Avant sa reconversion en cinéma, cet ancien théâtre accueillait des spectacles organisés par les curés de Trescalan, notamment des scènes de la Bible jouées par des bénévoles
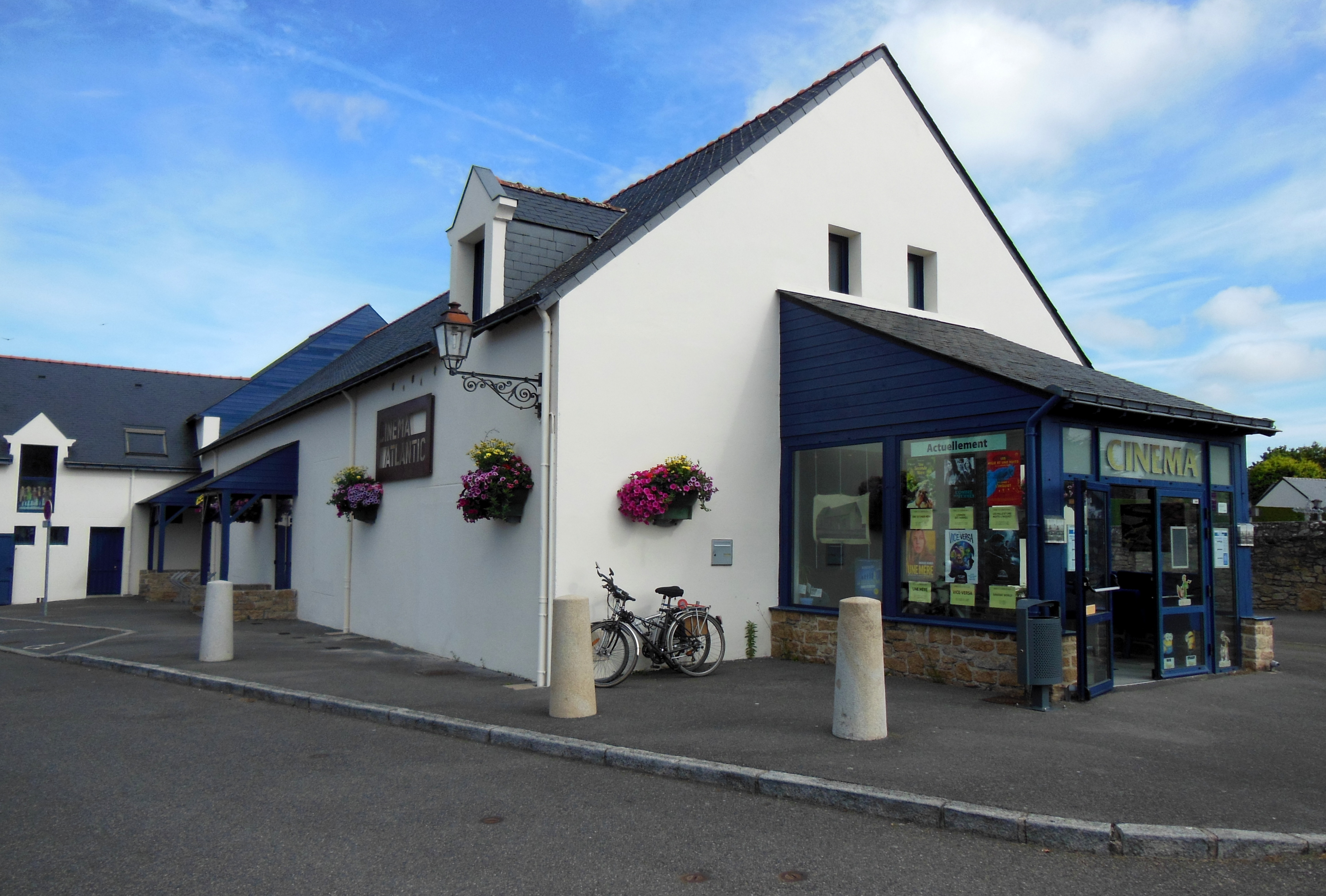
Le cinéma, de nos jours

XXIe siècle
Le 1er juin 2011 est fondée dans un garage de Trescalan l'association Strollad An Tour-Iliz, signifiant « La Compagnie du clocher » en Breton et dont l'objet est la promotion du patrimoine dansé et vestimentaire de la commune à travers des spectacles. En 2013, la municipalité attribue un local à l'association pour accompagner sa croissance. La section « scénique » de l'association, composée de danseurs et de musiciens, participe à des spectacles et des concours. L'association organise chaque année en octobre un fest noz.

## Galerie

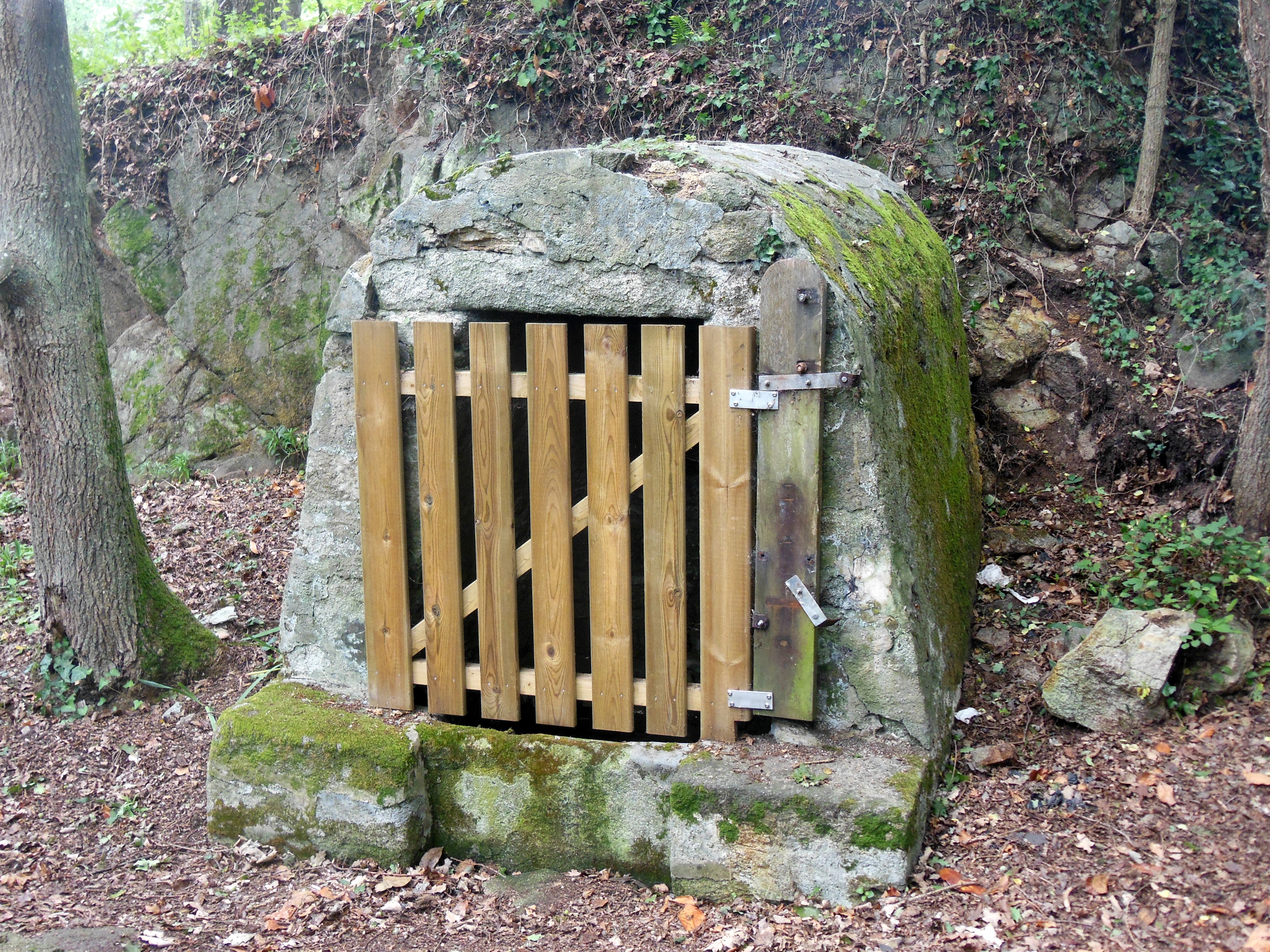
Fontaine du Guehaut
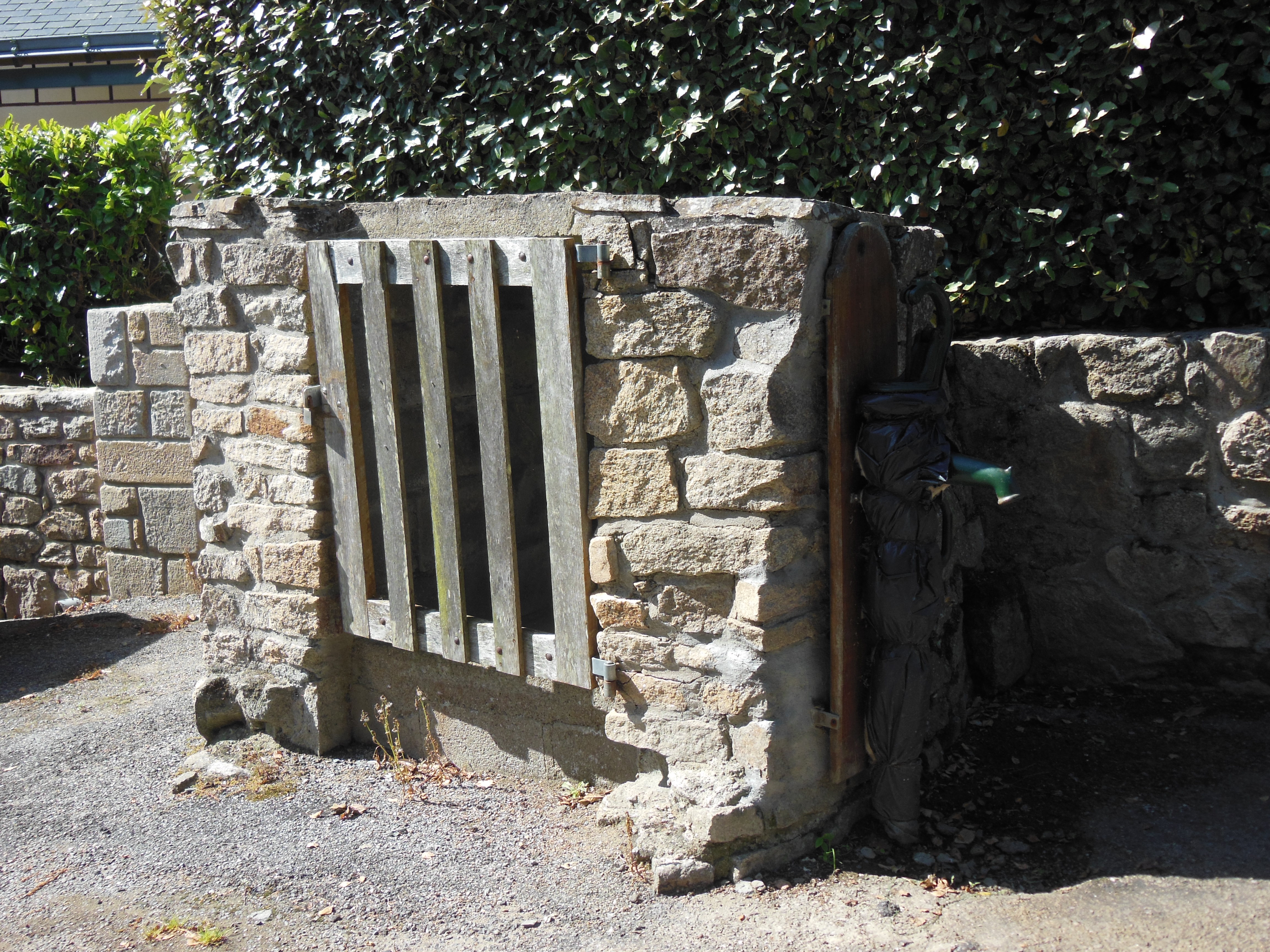
Fontaine du chemin du Pré de la Fontaine
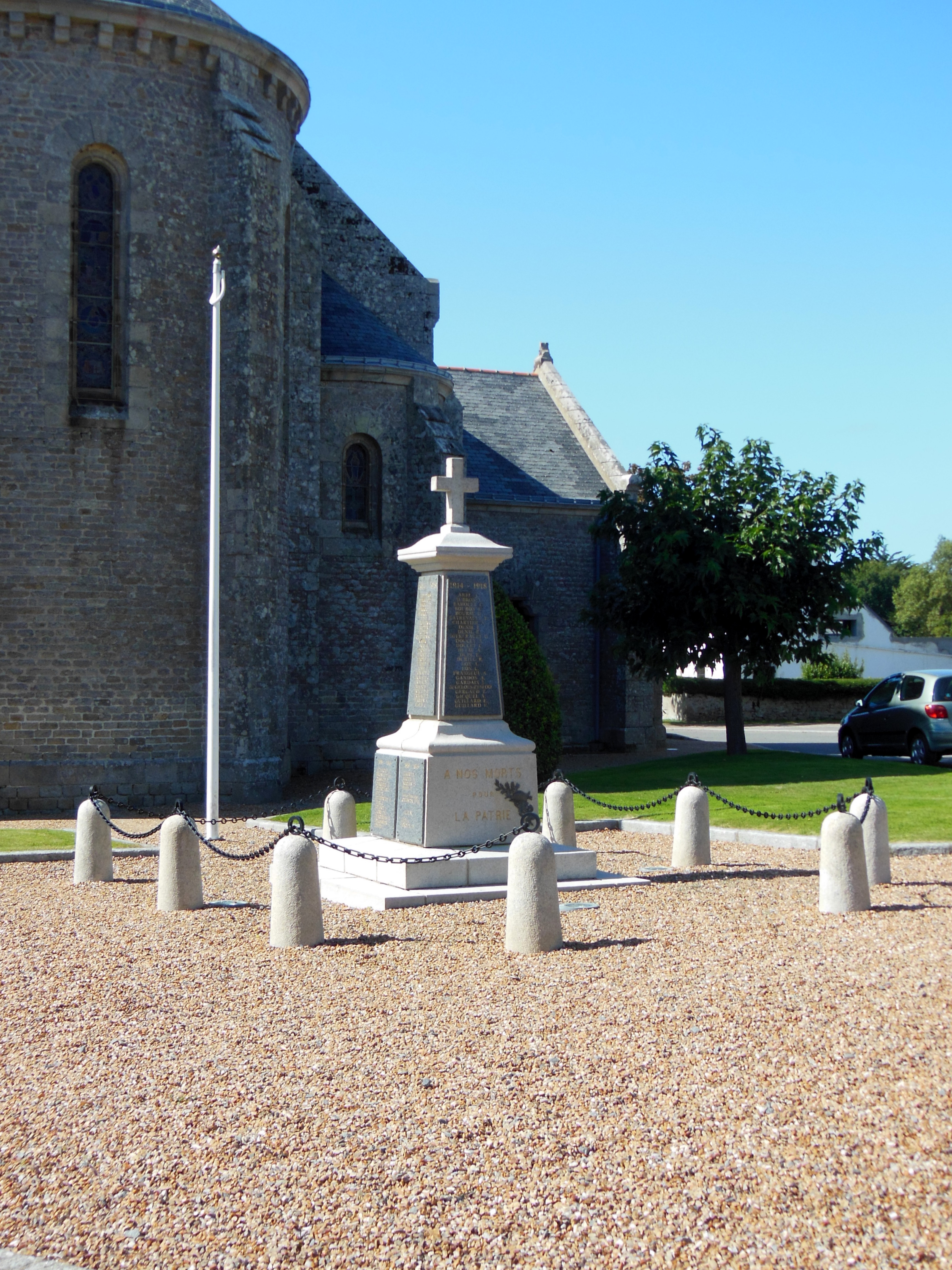
Monument aux morts
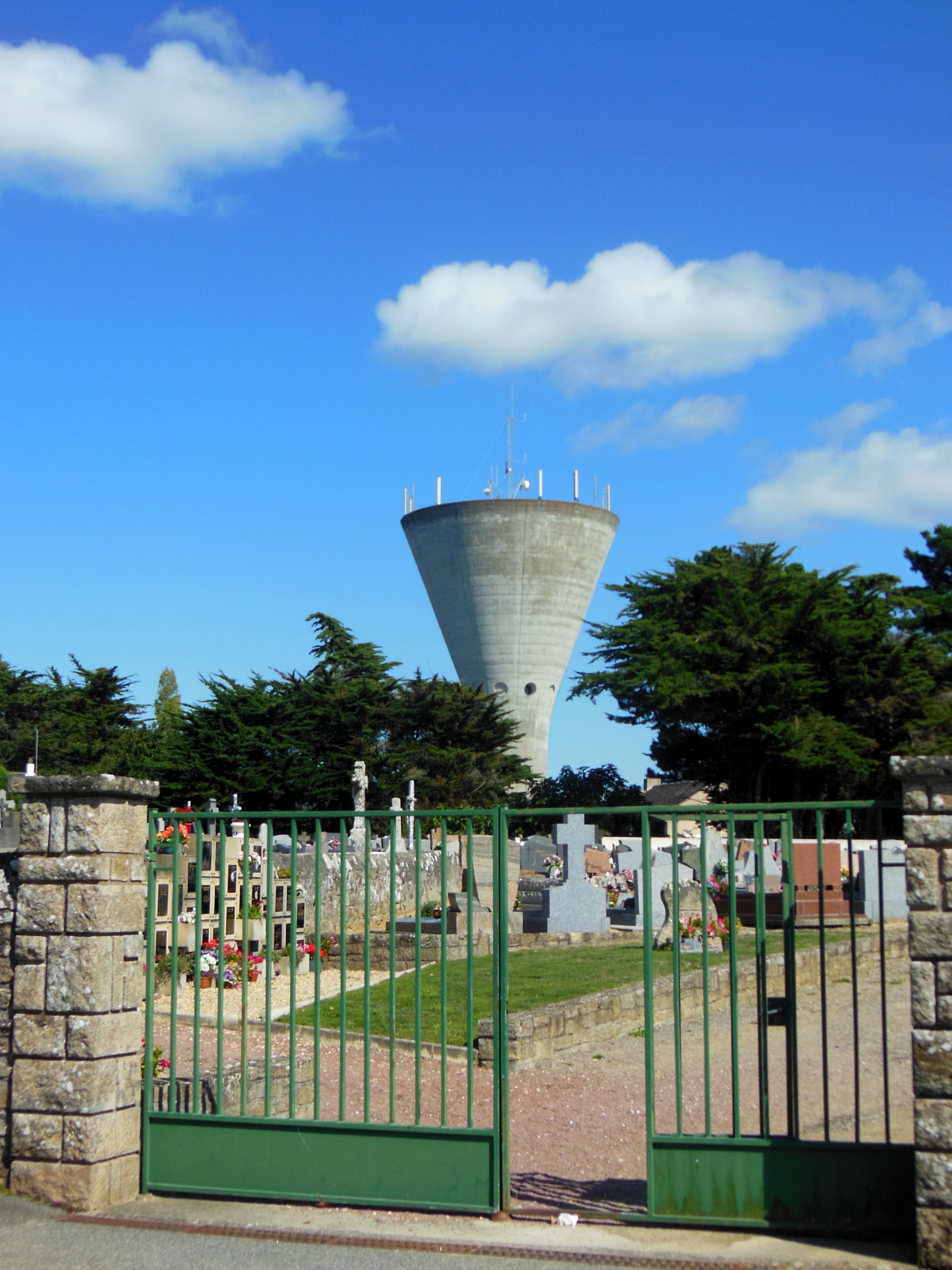
Cimetière et château d'eau de Trescalan
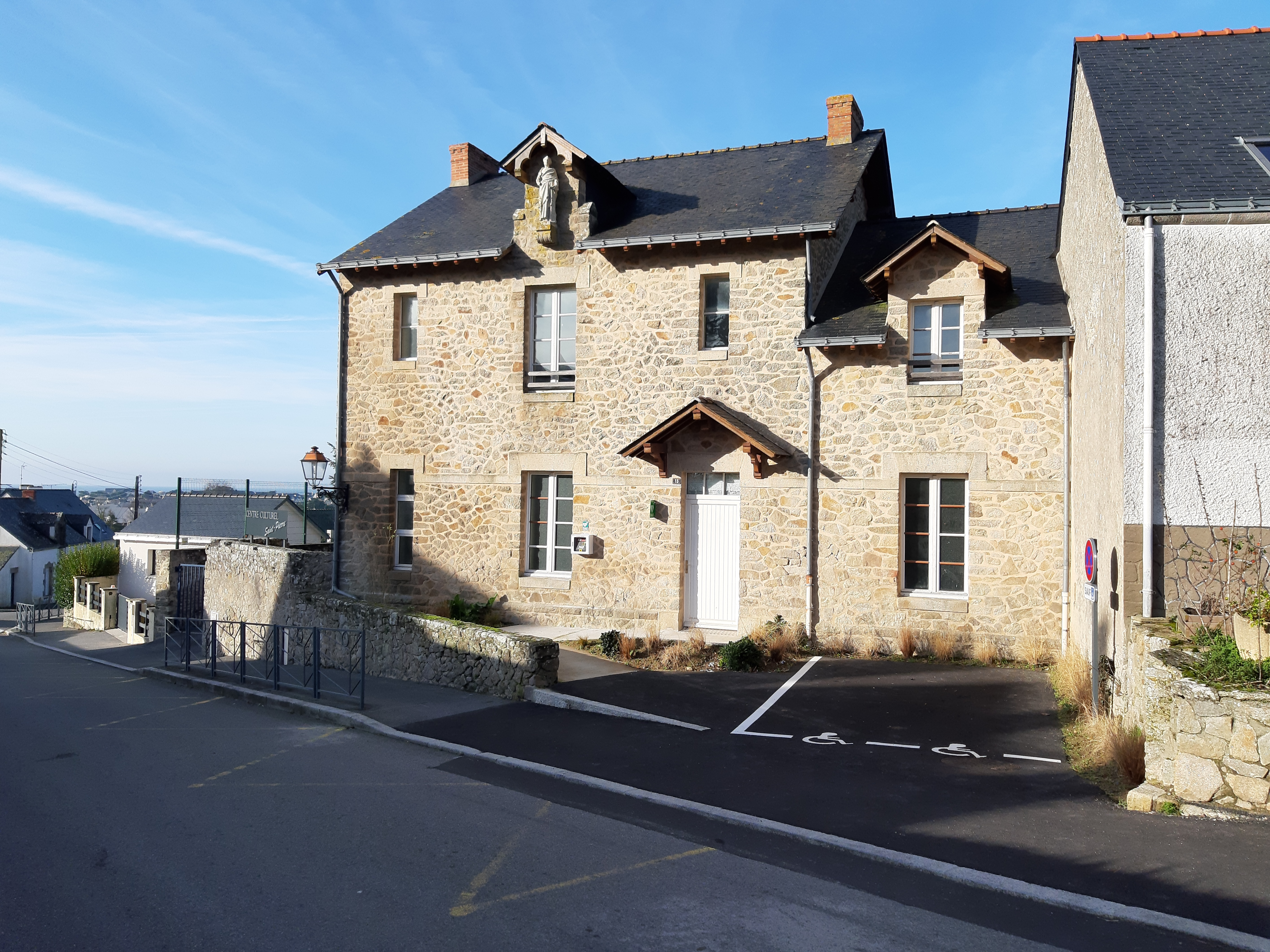
Espace culturel Saint-Pierre (ancienne école du même nom)